# Palmcrantzskolan

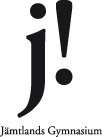
Jämtlands Gymnasium

Palmcrantzskolan, vanligen kallad PC eller Palmcrantz, var en gymnasieskola i Östersund som låg i hörnet till stadsdelarna Körfältet, Odenskog och Blomängen.
Skolan uppkallades efter uppfinnaren och industrimannen Helge Palmcrantz (1842–1880).
Skolan, som invigdes 1967, ingår sedan 2008 i Jämtlands Gymnasium och all undervisning har flyttats till Jämtlands Gymnasiums lokaler på Wargentin och Fyrvalla. Ingen undervisning sker längre i de gamla lokalerna.